# Ván bài lật ngửa: Lời cảnh cáo cuối cùng
Ván bài lật ngửa: Lời cảnh cáo cuối cùng (tiếng Anh: Cards on the Table: The Last Warning) là tập thứ sáu trong loạt series Ván bài lật ngửa; phim dựa theo tiểu thuyết Giữa biển giáo rừng gươm của nhà văn Trần Bạch Đằng. Phim được chiếu ra mắt vào 1986.

## Nội dung
Sau Đảo chính Việt Nam Cộng hòa 1960, Chính phủ Ngô Đình Diệm giành thắng lợi. Luân vẫn tiếp tục giữ chức tỉnh trưởng Kiến Hòa và tiếp tục nhận được những thông tin mật do Y5 (điệp viên do An ninh Kiến Hòa cài vào nội bộ Đảng Cộng sản Việt Nam)
Thông tin về cuộc tấn công của Tỉnh ủy Bến Tre bị lộ, lực lượng quân sự Việt Nam Cộng Hòa dự định mai phục tấn công thì Luân tìm cách loan tin làm kế hoạch tấn công của Tỉnh ủy Bến Tre bị hủy bỏ. Sau một thời gian theo dõi và tổng hợp. Luân đã biết được Y5 là ai. Lợi dụng các đảng viên đang bị bắt giữ, Luân đã cố ý lộ Y5 là ai và các tên phản bội khác. Khi các đảng viên này trốn thoát, các tên phản bội đã bị thanh trừ.
Trong cuộc tấn công của Tỉnh ủy Bến Tre vào trung tâm tỉnh Kiến Hòa. Luân bị bắn và trúng đạn. May mắn thoát chết sau ca mổ. Anh dưỡng thương tại Đà Lạt, trong một chuyến đi câu, Luân bị bắt cóc, tài xế bị đánh bất tỉnh. Đó là người của Đại Việt Quốc dân Đảng bắt để tạo một cuộc nói chuyện với Luân, tài xế của Luân cũng tìm được nơi Luân bị bắt đến và làm chủ tình hình
Ngày 27 tháng 2 năm 1962, hai phi công Nguyễn Văn Cử và Phạm Phú Quốc đã bất ngờ ném bom Dinh Độc Lập mưu sát Tổng thống Diệm nhưng không đạt được mục đích. Đây được coi là lời cảnh báo cuối cùng cho chế độ Diệm trước sụp đổ.

## Diễn viên
- Nguyễn Chánh Tín - Robert Nguyễn Thành Luân
- Thanh Lan - Thùy Dung
- Lâm Bình Chi - Ngô Đình Nhu
- Thu Hồng - Trần Lệ Xuân
- Đỗ Văn Nghiêm - Giám mục Ngô Đình Thục
- Phan Hiền Khánh - Bảy Cầu Muối
- Jan vô danh - Kiên (gã đầu bạc)
- Chế Tâm – James Casey